# Дассел (Міннесота)
Дассел (англ. Dassel) — місто (англ. city) в США, в окрузі Мікер штату Міннесота. Населення — 1472 особи (2020).

## Географія
Дассел розташований за координатами 45°5′3″ пн. ш. 94°19′2″ зх. д. / 45.08417° пн. ш. 94.31722° зх. д. (45.084221, -94.317152).  За даними Бюро перепису населення США в 2010 році місто мало площу 4,45 км², з яких 4,21 км² — суходіл та 0,24 км² — водойми.

## Демографія
Згідно з переписом 2010 року, у місті мешкало 1469 осіб у 572 домогосподарствах у складі 370 родин. Густота населення становила 330 осіб/км².  Було 620 помешкань (139/км²).
Расовий склад населення:
| - 95,4 % — білих - 1,0 % — корінних американців - 0,8 % — азіатів - 0,5 % — вихідців з тихоокеанських островів - 0,3 % — чорних або афроамериканців - 1,0 % — осіб інших рас |

До двох чи більше рас належало 1,0 %. Частка іспаномовних становила 2,0 % від усіх жителів.
За віковим діапазоном населення розподілялося таким чином: 27,1 % — особи молодші 18 років, 53,0 % — особи у віці 18—64 років, 19,9 % — особи у віці 65 років та старші. Медіана віку мешканця становила 35,9 року. На 100 осіб жіночої статі у місті припадало 93,5 чоловіків;  на 100 жінок у віці від 18 років та старших — 98,0 чоловіків також старших 18 років.
Середній дохід на одне домашнє господарство  становив 46 515 доларів США (медіана — 40 682), а середній дохід на одну сім'ю — 56 529 доларів (медіана — 52 159). За межею бідності перебувало 10,1 % осіб, у тому числі 11,4 % дітей у віці до 18 років та 8,6 % осіб у віці 65 років та старших.
Цивільне працевлаштоване населення становило 607 осіб. Основні галузі зайнятості: освіта, охорона здоров'я та соціальна допомога — 27,5 %, виробництво — 27,2 %, будівництво — 8,7 %, роздрібна торгівля — 7,6 %.